# Ладежінський Вольф Ісаакович
Вольф Ісаакович Ладежінський (англ. Wolf Ladejinsky; 15 березня 1899, Катеринопіль, Російська імперія — 3 липня 1975, Вашингтон, США) — видатний американський економіст і державний діяч, фахівець із сільського господарства. Відіграв ключову роль у розробці та практичному втіленні аграрних реформ в окупованій Японії і на Тайвані. Походив з родини українських євреїв, емігрував з УРСР у віці 21 року. До кінця життя дотримувався антикомуністичних поглядів, при чому був переслідуваний в часи антикомуністичної істерії у США, відомої як маккартизм.

## Ранні роки, освіта
Народився в Катеринополі (Калниболото) Київської губернії, в заможній єврейській родині.
Ймовірне правильне кириличне написання його прізвища — Ладижинський.
Його батько володів млином і займався торгівлею зерном і деревиною. Через обмежені риси осілості в Російській імперії вибір професій для єврейського юнака був досить вузький, і найбільш престижним вважалося отримання хорошої освіти. Ладежінський закінчив російськомовну гімназію в Звенигородці, а також відвідував єврейську школу хедер, де вивчав іврит і богослов'я.
Під час революції все майно сім'ї було конфісковано, його брат загинув під час Громадянської війни, подальших достовірних відомостей про долю його рідних мало.
У 1921 році Ладежінський перейшов кордон і опинився в Румунії, де деякий час працював на млині і в пекарні, пізніше влаштувавшись на роботу в румунське відділення Товариства сприяння єврейської імміграції в Бухаресті.
У 1922 році йому було доручено супроводжувати в США групу єврейських дітей-сиріт, і так він сам опинився в США. Там він відразу почав вивчати англійську мову, щоб поступити в університет, працював різноробочим, мийником вікон, продавав газети в центрі Нью-Йорка.
У 1926 році він в достатній мірі оволодів мовою і вступив у Колумбійський університет на спеціальність «економіка сільського господарства».
Університет зарахував йому російську гімназійну освіту за два роки навчання і Ладежінський зумів отримати диплом бакалавра за два роки і в тому ж 1928 році отримав громадянство США.

## Наукова робота
Після закінчення університету Ладежінський залишився в магістратурі, досліджував еволюцію сільськогосподарського виробництва в Радянському Союзі, в тому числі процес колективізації. У 1930-1931 році йому вдалося близько року опрацювати порівняно високооплачуваним перекладачем в Амторзі, що дозволяло менше відволікатися від навчання.
В 1932 р. він закінчив магістратуру, захистив диплом і продовжив роботу над темою колективізації, сподіваючись захистити докторську дисертацію. Знання російської, безпосереднє знайомство з предметом і гострий аналітичний розум дозволили йому створити глибоке дослідження колективізації в СРСР. Результат його роботи був узагальнений у 90-сторінкової друкованій роботі «Колективізація сільського господарства в Радянському Союзі» (Collectivization of Agriculture in the Soviet Union), опублікованій в 1934 році двома випусками журналу Political Science Quarterly.
Мабуть, ця робота повинна була після доопрацювання стати його докторською дисертацією, однак Ладежінський не захистив дисертацію.
Швидше за все, справа була у Великої депресії і гострий брак компетентних професіоналів для роботи в уряді Рузвельта. Публікація продемонструвала його потенціал як фахівця і в 1935 році за рекомендацією професора Рексфорда Тагвела, який входив до «Мозкового тресту» при президенті Рузвельті.
Вольф Ладежінський був прийнятий на роботу в Міністерство сільського господарства США в якості експерта з азійських питань та з питань сільського господарства СРСР.

## Державна служба
Перші одинадцять років на держслужбі (з 1935 по 1945 рік) Ладежінський провів у департаменті зовнішніх зв'язків сільськогосподарських міністерства і в основному займався аналітичною роботою. За цей час він підготував і опублікував для внутрішнього користування міністерства близько двадцяти робіт, присвячених сільському господарству в СРСР і азійських країнах. У 1939 році радянське посольство видало йому в'їзну візу і Ладежінський, із санкції свого керівництва, провів більше двох місяців в СРСР, вивчаючи результати колективізації і спілкуючись з рідними, яких не бачив майже двадцять років.
Дві статті, написані ним в цей період: одна — «Селянська оренда у сільському господарстві Японії» опублікована в 1937 році в міністерському виданні Foreign Agriculture [Архівовано 7 вересня 2018 у Wayback Machine.] і друга — «Селянські заворушення в Японії», що вийшла в 1939 році в журналі Foreign Affairs [Архівовано 7 вересня 2018 у Wayback Machine.], здобули йому в міністерстві репутацію знавця японського сільського укладу. З початком американської окупації Японії ця репутація і знання виявилися дуже доречними.

### Аграрна реформа в Японії
Поразка Японії загострило традиційні соціальні протиріччя в японському селі, чим скористалися японські комуністи, вимагали конфіскації поміщицьких земель і їх перерозподілу. На рівні союзного командування вимогу конфіскації майна великих власників активно відстоював радянський представник генерал Дерев'янко.
Розуміючи, що переділ необхідний для зняття соціальної напруженості, але що будь-яка безоплатна конфіскація підірве правові основи держави, 26 жовтня 1945 році політичний радник Командування окупаційних військ Джордж Атчесон представив генералу Макартуру меморандум, підготовлений радником Робертом Фірі у співпраці з Ладежінським. Меморандум був присвячений можливим аграрним перетворенням в окупованій Японії через викуп і нормовану продаж землі і підкреслював фундаментальне значення земельної власності для нейтралізації комуністичних лівацьких настроїв, що охопили села.
Макартур схвалив проєкт і Ладежінський був викликаний в Токіо для практичної роботи над реформою.
Після майже року інтенсивного вивчення практики земельних відносин у Японії, а також після численних консультацій з японською владою група Ладежінського виробила проєкт реформи. За нього державою у поміщиків викуповувалися надлишки землі, і вони продавалися на пільгових умовах, з 30-річною розстрочкою, селянам-орендарям. Проєкт був представлений чолі окупаційної адміністрації Макартура у червні 1946 року, і після його схвалення був направлений в якості керівництва до дії японської адміністрації. У жовтні 1946 року цей законопроєкт був прийнятий японським парламентом і реформа стартувала. Через три роки в Японії з'явився клас фермерів-власників, і це практично ліквідувало соціальну базу для радикальних лівацьких настроїв у японському селі. Це був ще і дуже важливий крок у модернізації економіки: реформа ліквідувала грабіжницьку поміщицьку ренту і дрібні фермери-власники стали отримувати зі своїх ділянок помітно більший дохід, ніж у умовах оренди. А колишні поміщики, отримали за свою землю досить багато грошей, стали інвесторами в нові економічні починання.
Американська преса того часу високо оцінювала особистий внесок Ладежінського в усуненні загрози соціальних хвилювань в Японії.
Описуючи цей період, сам Ладежінський ніколи не згадував свою роль у розробці плану реформи і називав головним архітектором перетворень соціаліста Хироо Вада колишнього міністра сільського господарства Японії. Можливо, така позиція була наслідком глибокого розуміння Ладежінським специфіки прийнятних форм соціального прогресу в японському суспільстві.

### Аграрна реформа на Тайвані
У 1949 році Ладежінський був відряджений для вивчення перспектив аграрної реформи в Китаї. Документ, складений ним за підсумками поїздки в Сичуань з 13 по 20 жовтня 1949 року з одного боку відзначає позитивну реакцію китайських селян на реформи, а з іншого — втрачені можливості і майбутню неминучу втрату гоміньданівцями Сичуані і відхід з континенту.
З 1950 року він працював сільськогосподарським аташе посольства США в Токіо, одночасно контролюючи продовження аграрної реформи в Японії і консультуючи проведення аналогічної реформи на Тайвані.
Тайванська аграрна реформа регулювалася законом 1953 року, який отримав назву «Земля — хліборобу» (Land to the Tiller Act). Закон в цілому повторював основні ідеї японської аграрної реформи і мав подібний результат, послуживши економічною і соціальною основою майбутнього «тайванського дива». Як і в Японії, держава примусово викуповувала у великих землевласників їх землі і передавало їх у власність селянам-орендарям. Колишні орендарі поповнювали клас хліборобів-власників, що різко знижувало соціальну напруженість в селі і позбавляло поміщиків їх традиційної влади над селянами.

### Звільнення з міністерства
У січні 1955 року, на хвилі маккартизму Ладежінський опинився в центрі конфлікту, який отримав значний розголос в американській пресі. Кілька громадських груп, що займалися виявленням «комуністів» і «підривній діяльності», в кінці 1954 року включили Ладежінського в «чорні списки», після чого міністр сільського господарства Бенсон позбавив його допуску до урядових відомостей і звільнив через «збільшені ризики». При цьому йому інкримінували як свідоцтво підозрілої діяльності праці у Амторзі у 1931 році, відвідування СРСР в 1939 році за завданням Міністерства сільського господарства США та написання статей про радянську колективізацію.
Практично відразу після звільнення з міністерства сільського господарства Ладежінському була запропонована посада в Держдепартаменті США, де йому повернули допуск до урядових відомостей і направили в Південний В'єтнам для допомоги у проведенні земельної реформи.
Кадрова перестановка привернула увагу преси та президента Ейзенхауера на найближчій прес-конференції було задано кілька незручних питань про обґрунтованість звільнення і протиріччя в політиці різних підрозділів уряду.
Очевидна упередженість відсторонення в «справі Ладежінського» викликала хвилю критики в пресі і міністр Бенсон був змушений принести вибачення.
В цілому епізод послужив однією з підстав для перегляду практики надання та позбавлення допуску в американських урядових відомствах.

### У Південному В'єтнамі
З 1955 по 1961 рік Ладежінський працював в Держдепартаменті США, був радником по земельній реформі та програмою облаштування біженців при президентові Південного В'єтнаму Нго Дінь З'єме. Основна робота Ладежінського з підготовки аграрної реформи припала на 1955—1956 роки і завершилася прийняттям в'єтнамською владою в жовтні 1956 року Постанови про реформу 57.
У постанові можна побачити всі риси, характерні для підготовлених Ладежінських реформ: докладний розрахунок норми для селянського земельного наділу стосовно до реалій країни; калькуляція і балансування ціни та умов викупу землі у власність, посильної для селян і не занадто заниженою для поміщиків; ретельне опрацювання структури комітетів по реформі на рівні провінцій та муніципалітетів.
Постанова 57 виявилася значно менш успішною реформою, ніж японська або тайванська, в основному через протидію великих французьких землевласників, які розтягнули передачу землі на чотири роки. Крім того, розвиток подій у В'єтнамі в цілому не додавало оптимізму і з 1957 по 1961 роки Ладежінський, перебуваючи в Сайгоні, практично не займався В'єтнамом, консультуючи інші регіональні уряди.
У 1961 році Ладежінський пішов з державної служби у фонд Форда.

## В неурядових структурах
З 1961 по 1963 рік Ладежінський співпрацював з фондом Форда, в основному займаючись програмою аграрної реформи в Непалі. Програма була малоуспішна через непослідовну позицію правлячого монарха Махендри, що відмовився від радикального обмеження ренти і лібералізації земельних відносин під тиском номенклатурної верхівки країни.
Незгода з ходом реформи, категорично висловлене королю у написаній в березні 1963 року записці, мабуть, назавжди закрив Ладежінському двері в королівський палац.
У 1964 році Ладежінський переходить на роботу у Всесвітній Банк для участі в масштабному дослідженні проблем Індії. Після завершення досліджень в Індії дирекція Світового банку спочатку запросила його в нові проєкти в Мексиці та Ірані, а потім йому було запропоновано посаду постійної місії Світового банку в Індії, де він працював до своєї смерті в 1975 році.

## Смерть і пам'ять
Вольф Ладежінський помер влітку 1975 року у Вашингтоні, будучи співробітником місії Світового банку в Індії. Зібрана ним багата колекція витворів східного мистецтва була передана за його заповітом в Музей Ізраїлю. У 1977 році Світовий банк видав збірку вибраних робіт Ладежінського, в який увійшла і повна бібліографія його творів.

## Погляди і політичні переконання
По поглядах на суспільний устрій Ладежінський був близький до нового інституціоналізму, невпинно підкреслюючи глибокий зв'язок між розвитком інституту приватної власності на землю і соціальним прогресом. Ця тема проходить червоною ниткою через всі його праці. Усвідомлення практичної важливості майнової реформи для руйнування старого феодального укладу та нейтралізації радикальних комуністичних настроїв в селі зближують його погляди з сучасним перуанським реформатором Ернандо де Сото.
Особливе значення Ладежінський надавав політичному впливу класу дрібних власників, що, можливо, було результатом його особистого досвіду перших революційних років в Росії. У багатьох його роботах підкреслюється, що ленінське гасло «Земля — селянам!», підтриманий російським селянством, став поворотним фактором, забезпечили більшовикам перемогу в Громадянській війні, фактором, який білогвардійці не змогли ні оцінити, ні використовувати.
Наступну колективізацію, насильницьке вилучення землі в СРСР в суспільну власність, Ладежінський вважав не тільки відмовою від соціального прогресу, але і зрадою комуністами людей, що надали їм ключову підтримку у Громадянській війні. Мабуть ця моральна оцінка перетворила його в переконаного супротивника комуністичної ідеології, яким він залишався до останнього дня.